# Niels Lind
Niels Christian Lind (16. maj 1812 i København – september 1891 i New York) var en dansk farver og politiker.
Han var søn af farver Knud Christian Lind, blev oplært i faderens farveri, blev svend 1831 og fik privilegium og borgerskab som farver 1838. Han købte 1846 faderens gård og virksomhed, som lå i Sankt Gertruds Stræde. Samtidig steg han i graderne i borgervæbningen, hvor han blev underofficer ved infanteriet 1834, sekondløjtnant 1838 og kaptajn og kompagnichef 1853. Lind var medstifter af Kjøbenhavns Laanebank, hvor han var bestyrelsesmedlem fra 1853.
Niels Lind gik ind i politik i 1854, hvor han blev valgt til medlem af Københavns Borgerrepræsentation. Her sad han til 1860. I 1854 blev Lind også valgt til Folketinget, da gårdejer Peder Hansen forlod Køgekredsen, men Lind faldt året efter for grev Frederik Moltke til Turebyholm. Lind var ordfører ved den københavnske fest 25. oktober 1854 for medlemmerne af det opløste Folketing. Niels Lind stillede sig desuden i 2. landstingskreds 1855 og ved et suppleringsvalg i 1. landstingskreds 1856, men uden at opnå valg. Han stemte i sin tid på tinge ofte sammen med Bondevennerne.
I april 1860 måtte han opgive sit bo og tog til USA, hvor han var leder af en forening for kristelige unge mænd i nærheden af New York. Her døde han i 1891.